# Maria Amèlia Pedrerol i Busquets
Maria Amèlia Pedrerol i Busquets (* 25. Juni 1950 in Barcelona) ist eine katalanische Sängerin und Liedermacherin aus dem Umfeld der Nova Cançó Catalana. Sie trat als 14-jähriges Mädchen der Liedermachergruppe Els Setze Jutges („Die sechzehn Richter“) bei.

## Leben und Werk
Maria Amèlias Urgroßvater sang Opern, ihre Tante brachte ihr das Gitarrenspiel bei, ihr Vater erweckte in ihr den Geschmack für katalanische Lieder und das Interesse an der Nova Cançó, sie selbst komponierte seit ihrem dreizehnten Lebensjahr. Vor diesem Hintergrund traf Maria Amèlia 1965, noch in ihrem vierzehnten Lebensjahr, die Entscheidung, in ihrer Muttersprache und für ihre katalanische Kultur zu singen. Josep Maria Espinàs, die Nummer drei des Richterkollegiums, hörte Maria Amèlia ihre Lieder singen und genehmigte per Unterschrift umgehend die Aufnahme des Mädchens als „Richterin Nummer zwölf“ in die Gruppe. Sie war damit altersmäßig eindeutig das jüngste Mitglied dieses „Richterkollegiums“.
Im gleichen Jahr 1965 veröffentlichte sie ihre erste EP mit den vier Eigenkompositionen D’una vella xemeneia („Von einem alten Kamin“), Nocturna („Nocturne“), Camperola („Die Bäuerin“) und Quan plou („Wenn es regnet“). Die Platte wurde beim Label Concèntric veröffentlicht. 1966 veröffentlichte sie die LP Recital Maria Amèlia Pedrerol („Konzert mit Maria Amèlia Pedrerol“) mit vier weiteren eigenkomponierten und vier von Delfí Abella und Josep Maria Espinàs aus dem Französischen übertragenen Chansons. 1967 veröffentlichte sie mit den später in die Gruppe eingetretenen „Richterkollegen Nummer 14 und 16“, Maria del Mar Bonet und Lluís Llach, das Weihnachtsalbum El Nadal no té 20 anys („Weihnachten ist nicht erst 20 Jahre alt“) ebenfalls beim Label Concèntric.
Maria Amèlia Pedrerol zog sich 1969 mit der Auflösung der Gruppe aus dem öffentlichen Musikleben zurück und widmete sich beruflich der Psychologie. Sie charakterisierte 2016 ihre vier Jahre dauernde Musikkarriere folgendermaßen: „Ich habe auf Katalanisch gesungen, weil es meine Sprache ist, nicht um es zu meiner Flagge zu machen.“ und ich musste diesen Weg gehen.
Am 13. April 2007 wurde Maria Amèlia Pedrerol mit allen zu diesem Zeitpunkt noch lebenden „Richterkollegen“ für ihre Verdienste um die katalanische Sprache und Kultur mit der Ehrenmedaille des katalanischen Parlamentes ausgezeichnet.
2019 veröffentlichte sie den Roman El brogit del silenci („Das Brausen des Schweigens“). Der Roman thematisiert die kindliche Hilflosigkeit und das kindliche Schweigen angesichts von Problemen der sie umgebenden Erwachsenenwelt. Maria Amèlia Pedrerol arbeitet seit mehr als 40 Jahren als Psychologin mit Kindern, Jugendlichen und Erwachsenen.